# 459. pehotni polk (Wehrmacht)
459. pehotni polk (izvirno nemško Infanterie-Regiment 459) je bil eden izmed pehotnih polkov v sestavi redne nemške kopenske vojske med drugo svetovno vojno.

## Zgodovina
Polk je bil ustanovljen 26. avgusta 1939 kot polk 4. vala v Alsfeldu z reorganizacijo 81., 88. in 106. nadomestnih bataljonov; polk je bil dodeljen 251. pehotni diviziji.
24. septembra 1940 sta bila štab in III. bataljon dodeljena 430. pehotnemu polku; obe enoti so nadomestili. 20. decembra 1941 je bil uničen III. bataljon. 15. oktobra 1942 je bil polk preimenovan v 459. grenadirski polk. 